# Цугні
Цугні (рос. Цугни) — село Акушинського району, Дагестану Росії. Входить до складу муніципального утворення Сільрада Цугнинська.
Населення — 748 (2010).

## Населення
За даними перепису населення 2002 року в селі мешкало 855 осіб. У тому числі 405 (47,37 %) чоловіків та 450 (52,63 %) жінок.
Переважна більшість мешканців — даргинці (100 % від усіх мешканців). У селі переважає сирхінсько-тантинська мова.
У 1959 році в селі проживало 208 осіб.